# 아루바의 기

아루바의 기 비율 2:3

아루바의 기는 네덜란드령 안틸레스에 속했던 1976년 3월 18일에 제정되었다.
하늘색 바탕 아래쪽에는 가는 노란색 가로 줄무늬 두 줄이 평행선으로 그려져 있으며, 깃대 쪽으로 하얀색 테두리를 두른 네 개의 모서리를 가진 빨간색 별이 그려져 있다.
하늘색은 하늘과 바다, 평화, 희망, 아루바의 과거와 미래의 결합을, 가는 가로 줄무늬 두 줄은 관광과 공업을, 노란색은 태양과 풍요를 의미한다.
별은 푸른 바다에 떠 있는 붉은 흙과 하얀 해변을, 네 개의 모서리는 아루바의 주요 언어인 파피아멘토어, 네덜란드어, 스페인어, 영어를, 빨간색은 아루바인들이 전쟁에서 흘렸던 피와 애국심을, 하얀색은 순수함과 정직을 의미한다.

## 같이 보기
- 네덜란드령 안틸레스의 기